# Hans Herzog

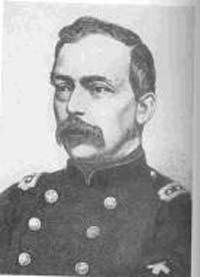
Hans Herzog.

Hans Herzog (Aaru, 28 de octubre de 1819 - ibíd., 2 de febrero de 1894) fue un oficial del ejército suizo, que llegó al rango de general durante la guerra franco-prusiana
Nacido en Aaru, en 1840 alcanzó el grado de teniente del arma de artillería. Después pasó seis años viajando por Europa, antes de incorporarse como socio a los negocios de su padre. En 1847 participó por vez primera en una acción bélica como capitán de artillería en la breve guerra civil Suiza conocida como guerra de Sonderbund, y que enfrentó, durante 26 días del mes de noviembre de ese año, a la Confederación Helvética con seis cantones suizos separatistas de mayoría católica.
Hans Herzog abandonó definitivamente en 1860 los negocios mercantiles en sociedad con su padre para dedicarse plenamente a la carrera militar, y fue ascendido al grado de coronel con funciones de inspector general del arma de artillería.  En 1870 fue nombrado comandante en jefe de las fuerzas suizas encargadas de vigilar las fronteras en las montañas Jura durante la guerra franco-prusiana. En febrero de 1871 firmó, con el general Clinchant, el acuerdo para el desarme e internamiento de la Armée de l'Est, un total de 84 000 hombres que constituían lo que restaba de las unidades que había comandado el general francés Charles Denis Bourbaki, y que se habían refugiado en Suiza.
En 1875, ya en tiempo de paz, fue nombrado comandante en jefe de la artillería suiza, donde contribuyó a su reorganización, cooperando también de forma importante a la nueva estructura del conjunto de unidades del ejército suizo.